# Poignet
Cet article possède des paronymes, voir Poignée, Augustin Poignet et Veuve poignet.
 (mars 2023).
Si vous disposez d'ouvrages ou d'articles de référence ou si vous connaissez des sites web de qualité traitant du thème abordé ici, merci de compléter l'article en donnant les références utiles à sa vérifiabilité et en les liant à la section « Notes et références ».
Le poignet est une région du membre supérieur située entre la main et l'avant-bras, et contenant le carpe.
Élément-clé pour le fonctionnement de la main, il permet les mouvements (c'est-à-dire les changements de place et d’orientation) de la main par rapport à l’avant-bras, transmet les forces appliquées de la main à l’avant-bras, permet d'adapter la capacité de flexion-extension maximale des doigts et de la préhension.

## Anatomie

### Ostéologie

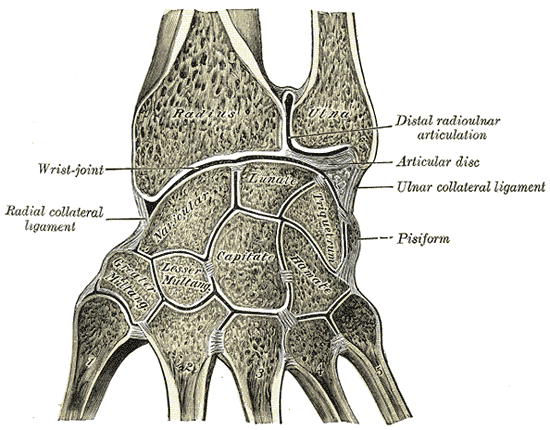
Les os du poignet.

Les os constituant le poignet sont représentés par l'extrémité inférieure du radius, de l'ulna, de la première rangée (rangée proximale) et la deuxième rangée des os du carpe.
L'extrémité inférieure du radius est triangulaire à sommet externe, latéral et à base médiale. Sa surface articulaire est concave vers le bas et est également appelée la glène radiale. Sa face externe se prolonge par le processus styloïde radiale. Sa face inférieure présente deux surfaces articulaires : une surface externe pour le scaphoïde et une surface interne pour le semi-lunaire (lunatum). Sa face interne présente une surface articulaire pour la tête de l'ulna.
L'extrémité inférieure de l'ulna présente deux saillies osseuses. La tête de l'ulna, qui a la forme d´un segment de sphère est couverte par le ligament triangulaire du poignet. La partie antérieure et externe s´articule avec le radius, au niveau de l'incisure ulnaire. L´apophyse styloïde de l'ulna est située en postéro–interne.
La première rangée des os du carpe est composée du scaphoïde, du semi-lunaire (ou lunatum), du pyramidal (ou triquetrum), et de l'os pisiforme.
La deuxième rangée (rangée distale) est composée du trapèze (ou trapezium), du trapézoïde (ou trapezoidum), du grand-os (ou capitatum) et de l'os crochu (ou hamatum).
Un poignet d'enfant compte moins d'os qu'un poignet adulte, car il n'a pas terminé sa croissance. Par exemple, chez un bébé d'un an, le poignet ne compte que trois os seulement.

### Arthrologie

#### Articulation radio-carpienne
L'articulation radio-carpienne unit d'une part la cavité glénoïde de l'extrémité inférieure du radius, et, d'autre part, le condyle carpien composé des surfaces articulaires du scaphoïde, du semi-lunaire, et du pyramidal. La tête de l'ulna est séparée des os du carpe et ne fait pas partie de l'articulation du poignet.
Elle est constituée de la cavité glénoïde radiale, qui s'articule à la première rangée des os du carpe par le biais du complexe fibro-cartilagineux triangulaire, aussi appelé ligament triangulaire.
Les surfaces articulaires supérieures du scaphoïde et du semi-lunaire s'articulent avec la cavité glénoïde radiale respectivement par le biais de la fossette articulaire scaphoïdienne et de la fossette articulaire lunarienne.
La cavité glénoïde se prolonge vers le dedans par la face inférieure du complexe fibro-cartilagineux triangulaire, à laquelle répond la surface articulaire supérieure du pyramidal. Il s'agit d'une articulation de type condylienne possédant deux degrés de mobilité articulaire.
La capsule articulaire est lâche et mince en arrière et est renforcée par de nombreux ligaments.

#### Articulation médio-carpienne
Elle réunit quant à elle les deux rangées du carpe. Son interligne articulaire est en forme de "S".
La première courbure, convexe vers le bas, représente l'interligne articulaire entre le scaphoïde et le bloc trapèze-trapézoïde.
La seconde courbure, concave vers le bas, représente quant à elle l'interligne articulaire entre le grand-os et l'os crochu d'une part et le scaphoïde, le semi-lunaire et le pyramidal d'autre part.
Les os constituant la rangée proximale possèdent une certaine mobilité les uns par rapport aux autres, contrairement à la rangée distale dont les os sont unis entre eux et aux métacarpiens par des ligaments assez rigides.
La capsule articulaire est assez "serrée" en avant, mais lâche en arrière.

#### Articulations carpo-métacarpiennes
Il s'agit des différentes articulations entre les cinq métacarpiens et la deuxième rangée des os du carpe.

### Système ligamentaire
Le système ligamentaire du poignet doit être un juste équilibre entre les contraintes nécessaires au maintien de la stabilité du poignet et la grande maniabilité qui caractérise cette région.
Aucun muscle ne s'insérant sur la rangée proximale des os du carpe, la stabilité de celle-ci dépend exclusivement des ligaments qui s’y attachent ou qui la croisent.
Le plan ligamentaire palmaire (antérieur) est épais et résistant alors que le plan dorsal (postérieur) est plus fin et moins important. La majorité des ligaments du poignet est palmaire et intra-capsulaire.
La fonction des différents ligaments est expliquée par l'orientation de leurs fibres.
Les ligaments du poignet ont fait l'objet de nombreuses études. Les descriptions et nomenclatures, de même que les classifications, sont nombreuses ; ceci en raison d'une grande variabilité entre les individus.

#### Système ligamentaire palmaire (antérieur)

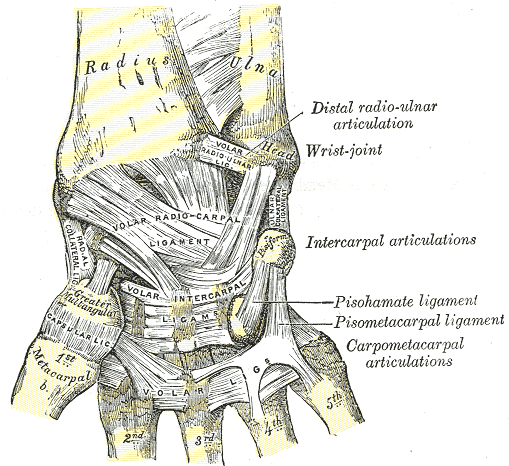
Vue antérieure des ligaments du poignet.

Il comprend des ligaments dits extrinsèques qui unissent les deux os de l'avant-bras aux os du carpe et des ligaments dits intrinsèques, qui unissent les os du carpe les uns aux autres.
La configuration générale des ligaments palmaires est une structure en "V" avec une zone de faiblesse potentielle (l'espace de Poirier) située au-dessus de l'articulation luno-capitale (articulation entre le semi-lunaire et le grand os).
Le plan ligamentaire palmaire est constitué de différentes formations souvent intriquées les unes aux autres et difficiles à différencier.

##### Ligaments extrinsèques
Ils regroupent les ligaments radio-carpiens (entre le radius et les os du carpe) et les ligaments ulno-carpiens (entre l'ulna et les os du carpe).
Les ligaments radio-carpiens ont tous une insertion proximale au niveau de l'extrémité inférieure du radius et une insertion distale sur un ou plusieurs os du carpe :
- le ligament radio-scapho-capital prend son origine au niveau du bord antérieur de la surface articulaire radiale. Il est orienté vers le bas et le dedans, et va s'insérer au niveau du scaphoïde. Des fibres vont s'entrecroiser avec celles du ligament ulno-capital. Une petite partie de ce ligament va s'insérer quant à elle sur le grand os ;
- Le ligament radio-capital s'insère sur l'épiphyse distale du radius, passe au-dessus duscaphoïde sans y adhérer et se termine sur le grand os ;
- le long ligament radio-lunaire s'insère en dedans du ligament radio-scapho-capital. Son point de départ est situé sur le bord antérieur de la surface articulaire radiale, ses fibres sont parallèles à celles du ligament radio-scapho-capital. Il passe au-dessus du scaphoïde sans s'y attacher. Il est divisé en deux faisceaux : la portion longue et la portion courte ;
- le ligament radio-scapho-lunaire (ou ligament de Testut), dont l'origine se situe entre la portion longue et courte du ligament radio-lunaire, voit ses fibres se perdre dans le ligament interosseux scapho-lunaire. Il correspond au frein antérieur du semi-lunaire.

Les ligaments ulno-carpiens comprennent :
- le ligament ulno-capital prend son origine directement au niveau de la tête de l'ulna, au niveau de la fovéa. Il est oblique vers le bas et le dehors. Au cours de son trajet, il va aller renforcer la portion palmaire du ligament interosseux luno-triquetral ; puis, au niveau de l'articulation médio-carpienne, il va s'orienter radialement et ses fibres vont s'intriquer à celles du ligament radio-scapho-capital. Il va également laisser quelques fibres pour le grand os ;
- le ligament ulno-lunaire prend quant à lui son origine du ligament radio-ulnaire palmaire. Il est situé à côté du ligament radio-lunaire court dont il suit la direction, puis s'insère sur la face palmaire du semi-lunaire ;
- le ligament ulno-triquetral prend également son origine du ligament radio-ulnaire palmaire, en dehors du précédent, et va s'insérer sur le pyramidal.

##### Les ligaments intrinsèques
Ils regroupent les ligaments scapho-trapézo-trapézoïdien, scapho-capital, triquetro-capital et triquetro-hamatien.
- Le ligament scapho-trapézo-trapézoïdien s'insère sur le pôle distal du scaphoïde, puis se scinde en deux sous forme d'un "V" inversé dont les branches vont aller s'insérer respectivement sur le trapèze et le trapézoïde.
- Le ligament scapho-capital a son origine également sur le pôle distal du scaphoïde, est oblique vers le bas et le dedans, et va s'insérer sur le bord externe du corps du grand os.
- Le ligament triquetro-capital prend son insertion proximale au niveau du pyramidal, est oblique vers le bas et le dehors, et s'insère sur le bord externe du corps du grand os.
- Le ligament triquetro-hamatien s'insère sur le pyramidal, en externe par rapport au précédent, et va rejoindre la face palmaire (antérieure) de l'os crochu.

#### Système ligamentaire dorsal (postérieur)

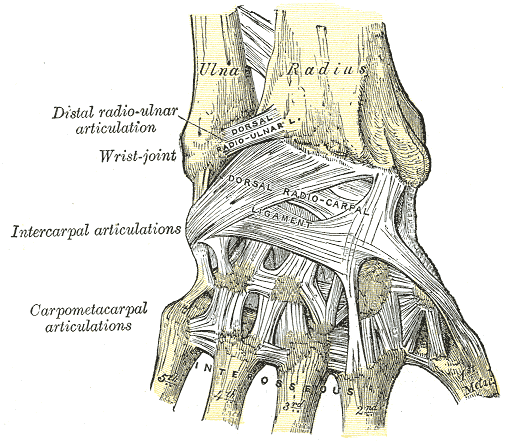
Vue postérieure des ligaments du poignet.

##### Ligaments extrinsèques
Le ligament radio-carpien dorsal est tendu du bord postérieur de la surface articulaire inférieure radiale. Il est oblique vers le bas et de dedans, et va s'insérer sur le tubercule postérieur du pyramidal en abandonnant des fibres pour le semi-lunaire et sur la portion dorsale du ligament interosseux luno-triquetral. Il a également été référencé par certains auteurs sous le terme de ligament radio-triquetral dorsal et ligament radio-luno-triquetral dorsal, dont le faisceau radio-lunaire correspond au frein postérieur du semi-lunaire.

##### Ligaments intrinsèques
Le ligament dorsal intercarpien prend son origine du scaphoïde, s'attache sur la corne postérieure du semi-lunaire pour aller se terminer à la face postérieure du pyramidal. Il est parfois décrit donnant des fibres vers le grand os, le trapèze ou le trapézoïde. Pour d'autres auteurs, ces dernières fibres constituent un autre ligament à part entière.
Il existe un renforcement capsulaire inconstant, qui est alors appelé ligament triquetro-hamatien dorsal, tendu entre le pyramidal et l'os crochu.

#### Ligaments interosseux

##### Ligaments proximaux
Ils sont au nombre de deux. Ils couvrent la face proximale, palmaire et dorsale de leurs articulations respectives. Chaque partie a des caractéristiques histologiques différentes qui permettent de les diviser en région palmaire, dorsale et proximale.
- Le ligament interosseux scapho-lunaire est tendu entre le scaphoïde et le semi-lunaire. Son faisceau palmaire est fin et ses fibres sont orientées obliquement. Son faisceau dorsal est constitué de fibres solides de collagène orientées transversalement. Son faisceau proximal est fibro-cartilagineux.
- Le ligament interosseux luno-triquetral est tendu entre le semi-lunaire et le pyramidal. Son faisceau palmaire est formé de fibres transversales. Son faisceau dorsal est plus fin ; ses fibres passent en pont au-dessus du ligament luno-triquetral. Son faisceau proximal est fibro-cartilagineux. Il est plus puissant et moins souple que le ligament scapho-lunaire et n'autorise que peu de mouvements entre les os qu'il réunit.

##### Ligaments distaux
Ils sont représentés par :
- le ligament interosseux trapézo-trapézoïdien unissant le trapèze au trapézoïde ;
- le ligament interosseux trapézoïdo-capital unissant du trapézoïde au grand os ;
- le ligament triquetro-capital, unissant le pyramidal au grand os ;
- le ligament interosseux capito-hamatal unissant le grand os à l'os crochu.

Chacun d'entre eux est divisé en une composante palmaire et une composante dorsale, les deux derniers possédant de plus une composante profonde.
L'ensemble des ligaments précédemment décrits unissant le grand os aux autres os du carpe forme une structure étoilée appelée ligament rayonné de Poirier.
À noter qu'il n'existe pas de connexion directe entre le semi-lunaire et les os de la rangée distale et notamment de ligament luno-capital, ceci diminuant la stabilité du semi-lunaire sur la tête du grand os.

## Biomécanique du poignet
À partir de la position de repos, le poignet dispose de deux degrés de mobilité :
- les mouvements de latéralité : l'abduction (ou inclinaison radiale) et l'adduction (ou inclinaison ulnaire) ;
- la flexion (ou flexion palmaire) et l'extension (ou flexion dorsale).

La combinaison, à divers degrés, de ces mouvements va permettre au poignet un large secteur de mobilité.

### Mouvements de latéralité
Lors des mouvements de latéralité, les os de la première rangée du carpe décrivent un mouvement harmonieux et synchrone de rotation autour d'un axe dorso-palmaire passant par la tête du grand os.
Ces mouvements ont lieu au niveau des articulations radio-carpienne et médio-carpienne selon une répartition variable.

#### Abduction
Encore appelée déviation radiale, ce mouvement a une amplitude d'environ 15 à 25°, les deux tiers du mouvement ayant lieu au niveau de l'articulation médio-carpienne.
Le scaphoïde bascule selon son grand axe et s'horizontalise, son pôle proximal se dirigeant vers l'arrière, entraînant une diminution de "l'espace utile" entre le bloc trapézo-trapézoïdien et la glène radiale, ce qui permet au trapèze et au trapézoïde de se rapprocher du radius. Le trapézoïde et le deuxième métacarpien étant fermement unis, ceci provoque une traction sur cette unité fonctionnelle. Le semi-lunaire va légèrement basculer sa corne postérieure vers l'avant (flexion palmaire). Le pyramidal, quant à lui, glisse le long de sa surface articulaire commune avec l'os crochu, se mettant lui aussi en flexion palmaire.
Tous ces mouvements individuels vont se traduire par une mise en flexion de la première rangée des os du carpe.
Lors de ce mouvement, les contraintes mécaniques au niveau du ligament interosseux scapho-lunaire sont importantes.

#### Adduction
Encore appelée déviation cubitale, ce mouvement a une amplitude d'environ 40 à 50°, la moitié de ce mouvement ayant lieu au niveau de l'articulation médio-carpienne.
Le scaphoïde va se verticaliser, accompagné d'une légère bascule palmaire de son pôle proximal, entraînant un glissement radial de la première rangée des os du carpe : le semi-lunaire se voit donc imposer une bascule dorsale (extension), tout en basculant vers le dedans, ce qui l'éloigne du scaphoïde. Le grand os va basculer en dedans au niveau de son extrémité distale et aura tendance à chasser le scaphoïde du côté radial, ce qui augmente l'écart entre le scaphoïde et le semi-lunaire. Le pyramidal va également, lors de ce mouvement, glisser le long de son interface articulaire avec l'os crochu, mouvement qui va se traduire cette fois par une flexion dorsale.
L'association de ces mouvements individuels va se traduire par une mise en extension de la première rangée des os du carpe. 

### Mouvements de flexion/extension
Les mouvements de flexion et d'extension ont lieu au niveau des articulations radio-carpienne et médio-carpienne selon une répartition variable.
Les os de la première rangée du carpe se déplacent vers l'avant lors de l'extension et vers l'arrière lors de la flexion, de façon conjointe même si l'amplitude de mouvement du scaphoïde est plus importante que celle du semi-lunaire ou du pyramidal (ceci en raison de la structure du ligament interosseux scapho-lunaire qui est plus lâche dans sa partie antérieure que postérieure).
L'amplitude des mouvements de flexion et d'extension est d'environ 85°. Le mouvement de flexion a lieu pour 50° dans l’articulation radio-carpienne et pour 35° dans l’articulation médio-carpienne. Le mouvement d'extension a lieu pour 35° dans l’articulation radio-carpienne et pour 50° dans l’articulation médio-carpienne.
En flexion, le scaphoïde bascule en arrière au niveau de son pôle proximal, et tend ainsi à s'horizontaliser. Le semi-lunaire, quant à lui, bascule en flexion. En extension, le scaphoïde va se verticaliser et le semi-lunaire va basculer en extension. L'angle scapho-lunaire s'ouvre donc en extension et se ferme en flexion.
Lors du mouvement de flexion, la flexion du scaphoïde s’accompagne d’une pronation et celle du semi-lunaire d’une supination. Ce qui tend à rapprocher les deux os. En extension, le scaphoïde décrit au contraire un mouvement de supination et le semi-lunaire, un mouvement de pronation, ce qui tend donc à éloigner ces deux os.
Les axes de mouvements sont transversaux et passent par le semi-lunaire pour la première rangée et par le grand os pour la deuxième rangée.

### Association de mouvements
Les mouvements de flexion, d'extension ainsi que les mouvements de latéralité ne sont pas des mouvements simples qui s'effectuent autour d'un seul axe mais sont le plus souvent associés.
Ainsi, lors de l'abduction, une flexion dorsale se produit dans la première rangée des os du carpe, mais ce mouvement n'est pas apparent car il est compensé par une flexion palmaire de la deuxième rangée. De plus, la première rangée se met en supination, tandis que la deuxième rangée se met en pronation, mouvements qui s'annulent également.
L'adduction, quant à elle, s'accompagne d'une flexion et pronation de la première rangée et d'une extension et supination de la deuxième rangée. Ces mouvements s'annulent ainsi.
La flexion est automatiquement associée à une inclinaison cubitale tandis que l'extension est associée à une inclinaison radiale.
Certaines limitations d'amplitude sont liées à la structure du massif carpien. C'est ainsi qu'un mouvement d'abduction n'est pas possible dans la flexion palmaire maximale, car la première rangée des os du carpe ne peut alors se déplacer, ni basculer.

## Pathologies

### Fractures

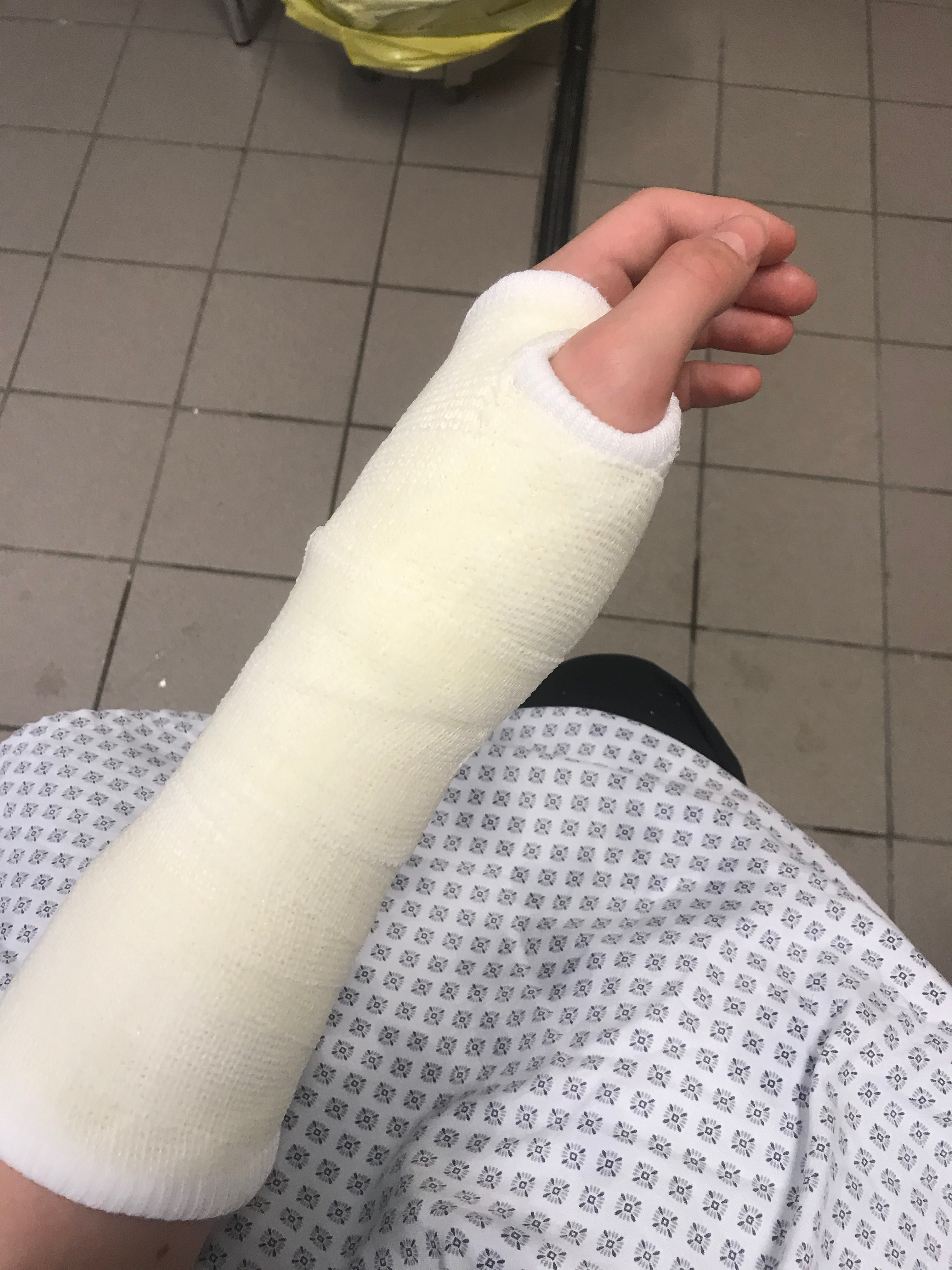
Un plâtre chirurgical à la suite d'une fracture du poignet.

- Fracture du scaphoïde : elle constitue 70 % des fractures intéressant les os du carpe.
- Fracture de Pouteau-Colles : la plus fréquente, elle correspond à une fracture de l'extrémité inférieure du radius avec déplacement dorsal et radial, secondaire à une chute sur la main avec coude tendu, l’avant-bras en pronation et poignet en extension et déviation radiale. C'est une fracture isolée, sans atteinte de l'ulna. Dans le cas où on constate un arrachement de la styloïde ulnaire, ce sera une fracture de Gérard Marchand.
- Fracture de Goyrand-Smith : fracture de l'extrémité inférieure du radius avec déplacement palmaire, secondaire à une chute sur la main avec coude tendu, l’avant-bras en supination et poignet en flexion et déviation ulnaire.
- Luxation péri-lunaire du carpe : sous ce terme est regroupé un large éventail de lésions qui ont en commun la perte de contact entre le capitatum et le lunatum, et une désorganisation de la rangée proximale du carpe.

### Autres
- Algodystrophie
- Arthrose
- Entorses
- Kyste synovial
- Pseudarthrose
- Rupture du tendon du long extenseur du pouce 2-3 mois post fracture de Pouteau-Colles
- Tabatière anatomique
- Tendinites